# Tretakt
Als Tretakt wird der Geschlechtsakt bei Vögeln bezeichnet, wobei der Hahn die Henne „tritt“.

## Die Balz
Vor dem Tretakt wirbt der Hahn um die Henne. Dieses kann er auf drei Arten tun: Nestlocken, Futter anpreisen und Aufbäumen.

## Ablauf
Bei Haushühnern duckt sich die paarungswillige Henne. Der Hahn hält sich mit dem Schnabel am Halsgefieder der Henne fest und stellt sich auf die Flügel. Dadurch, dass die Henne ihr Hinterteil anhebt, schafft es der Hahn, seine Samenflüssigkeit in die Kloake (Darm- und Legedarmausgang) der Henne abzugeben.

## Folgen
Bis zu 14 Tage lang bleiben alle gelegten Eier befruchtet, weil das Sperma im Eileiter der Henne überlebt. Das Gefieder der Hennen wird bei dem Tretakt oft stark in Mitleidenschaft gezogen.